# Resolució 858 del Consell de Seguretat de les Nacions Unides
La Resolució 858 del Consell de Seguretat de les Nacions Unides fou adoptada per unanimitat el 24 d'agost de 1993 després de recordar les resolucions 849 (1993) i 854 (1993). Prenent nota d'un alto el foc entre Abkhàzia i Geòrgia i compromisos per retirar les forces, el Consell va establir la Missió d'Observació de les Nacions Unides a Geòrgia (UNOMIG) durant un període inicial de 90 dies en espera d'una possible extensió.
De conformitat amb un informe del secretari general Boutros Boutros-Ghali, la força de manteniment de la pau consistiria de 88 observadors militars, a més del personal necessari per donar suport a la UNOMIG. Observaria l'alto el foc i n'informaria de violacions al secretari general, fent especial atenció a la ciutat de Sukhumi i tractabt de resoldre qualsevol violació amb les parts involucrades.
La UNOMIG s'hauria establert per un període inicial de 90 dies, que podria estendre's fins a sis mesos en funció del progrés. Mentrestant es va demanar al secretari general que informés en un termini de tres mesos sobre l'evolució. Es va donar la benvinguda al desplegament proposat dels grups provisionals de vigilància mixtes d'unitats de Geòrgia/Abkhàzia/Rússia, demanant a tots els interessats prosseguir les negociacions per assegurar una solució política global del conflicte.